# 陈县
陈县是中国从先秦到汉朝时期的一古地名，是东周陈国的首都，也是張楚国的首都，位于现在河南省周口市淮阳县一带。

## 简介

### 秦朝时期
秦朝末年（公元前209年7月），包括陈胜与吴广在内的900名贫苦农民，去渔阳驻守边地，途中卻延誤了時間。由于逾期應役按秦律都要被杀头，陈胜与吴广一起号召起义，迅速组织了一批农民为主的队伍，并占领了蘄縣大澤鄉（安徽宿縣西寺坡鄉劉村集），史称大泽乡起义，陈胜在占领陈县后自立为王，国号张楚，即张大楚国之意。
陳勝以吳廣率重兵進攻滎陽（今屬河南），又以周文為將軍，率部由陳縣出發西擊秦，破函谷關。再集數十萬兵力，進抵關中戲地（今陝西臨潼境），逼近咸陽，秦二世大驚。急令少府章邯率領幾十萬在驪山修墓的刑徒，迎擊周文軍。周文因為孤軍深入，旋被擊敗，退出函谷關，駐紮曹陽（河南靈寶東），久待救援不至，三個月後，楚軍退到澠池，周文自殺。不久吳廣被其部將田臧殺死，吳廣死後，軍心渙散。秦將章邯率軍攻來，田臧兵敗被殺。前209年12月，章邯率軍進攻陳縣，陳勝敗退至下城父（今安徽渦陽東南），公元前208年陈胜被车夫莊贾所杀。他的部下吕臣在安徽地区组织了「苍头军」，并重夺陈县，处死莊贾，擁立景駒，重新建立张楚政权。不久原楚国贵族項梁拥立楚懷王之孫熊心为王，吕臣立即投奔。张楚自此合并到西楚。

### 汉朝时期
汉五年，汉高祖刘邦率领汉军追击项羽到陈县，与灌婴等会合颐乡包围项羽于陈下大破楚军，陈公利几投降汉军。
汉高帝十一年（前196年），置淮阳国。属兗州刺史部，陈县为其属县。

### 新朝时期
新朝时称陈陵县。